# Eldorado (varumärke)

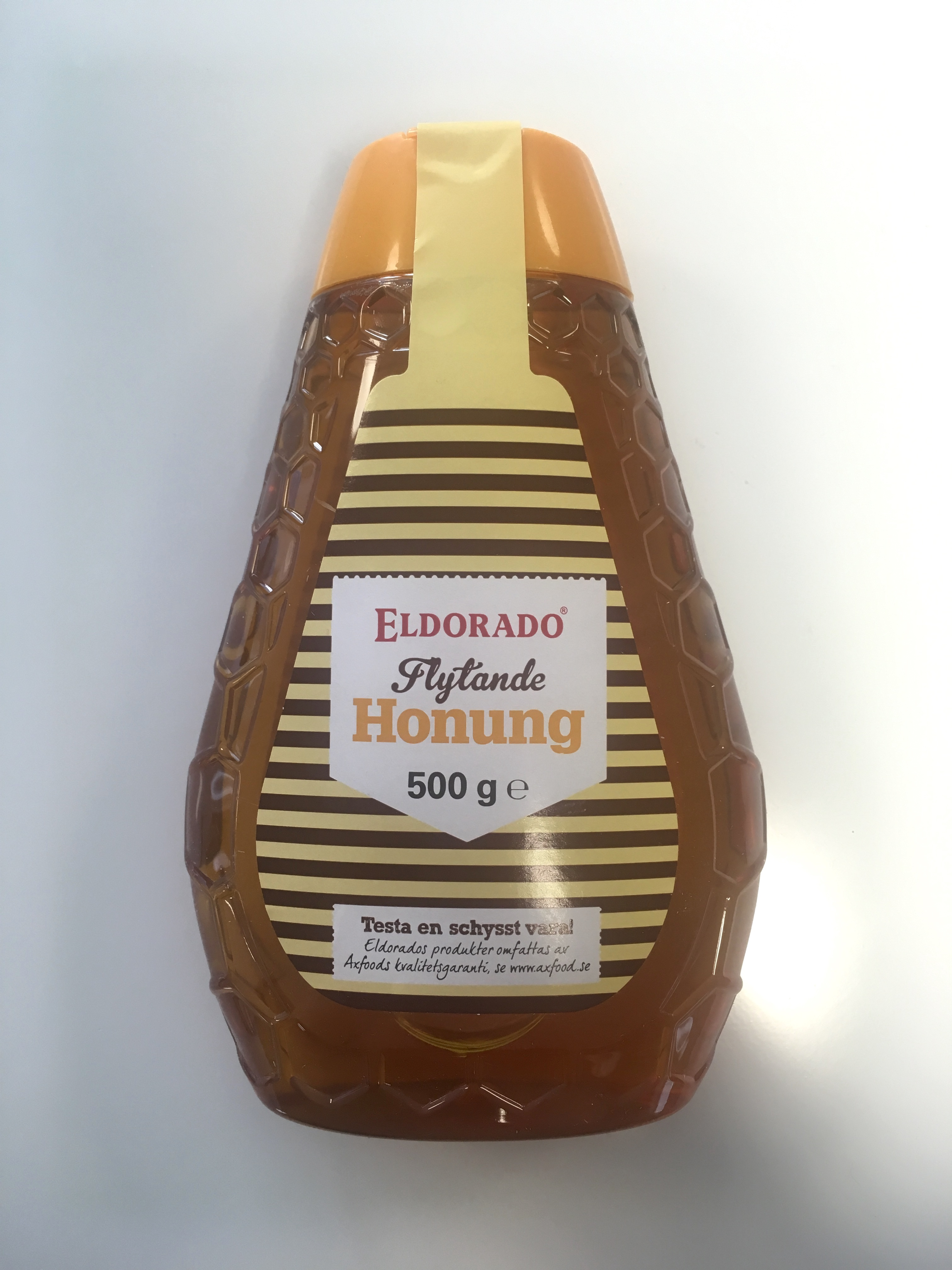
Flytande honung från varumärket Eldorado

Eldorado är ett lågprisvarumärke tillhörande Axfood som lanserades 1969. Eldorado var från början ett samarbete mellan United Nordic i Sverige och Norge. Eldorados produkter säljs i Axfoods butiker: Willys, Willys hemma, Hemköp, EuroCash, mat.se, Tempo och Handlar'n. Eldorado har sedan februari 2018 sin egen webbplats. 
Den andra veckan i augusti 2018 släppte Eldorado sin första klädkollektion med stiliserade tryck på produkter som tomater i tomatjuice, choco flakes, makrillfiléer i tomatsås och ananas i skivor.